# ОМШ „Стеван Мокрањац” Зајечар
ОМШ „Стеван Мокрањац” у Зајечару основана је одлуком Министарства просвете НР Србије од 19. августа 1948. године, као прва Нижа музичка школа у Тимочкој крајини. Решењем Министарства просвете НР Србије од 1948. године носила је назив Основна школа за музичко образовање „Стеван Мокрањац“. Школа је имала 148 ученика, распоређених на одсецима за клавир, виолину, контрабас и кларинет.
Музичка школа и „Друштво пријатеља музике“ били су домаћини Првог фестивала музичких школа Србије, под називом Омладински музички фестивал, 1956. године у Зајечару, на коме су, поред домаћина, учествовале такмичарске екипе Бора, Ваљева, Крушевца, Лесковца, Ниша, Пирота и Шапца. Музичка школа је била домаћин и 20. фестивала 1976. године, 35. Фестивала 1991. године, и 50. фестивала, који је одржан маја 2006. године.

## Школа данас
Данас Музичка школа броји око 250 ученика. Настава је организована на пет одсека и то: клавир, виолина, хармоника, гитара и кларинет. Одсек клавира има 7 класа, одсек хармонике – 3, одсек виолине – 2, одсек кларинета – 1 и одсек гитаре – 2 класе.
Школа данас има укупно 776,4оm² површине. Има 17 учионица – кабинета у укупној површини од 538,80m². Концертна делатност се одвија у модерној сали, чијој је функционалности и данашњем изгледу допринела Катедра Електротехничког Факултета из Београда, са 237m² и 200 седишта.

## Награде и признања
О таленту наших ученика говоре многобројне награде на међународном, републичком и регионалном нивоу. Многи од њих данас концертирају у свету или се баве педагошким радом,како у школи, у којој су започели своје музичко образовање, тако и широм земље и света. 